# الغزو الإيطالي لمصر
الغزو الإيطالي لمصر (العملية E) هو هجوم شنته القوات الإيطالية المتمركزة في ليبيا الإيطالية على الأراضي المصرية ضد القوات البريطانية والكومنولثية والفرنسية الحرة في 9 سبتمبر 1940 خلال الحرب العالمية الثانية، أنهى الغزو فترة المناوشات الحدودية ليبدأ حملة الصحراء الغربية (1940-1943). كان الهدف الأساسي للهجوم هو الاستيلاء على قناة السويس واحتلال الموانئ المصرية على طول الساحل المصري. من أجل تحقيق هذا الهدف كان على القوات الإيطالية التقدم عبر شمال مصر للوصول إلى القناة. بعد سلسلة من التأخيرات غُير الهدف الأساسي من الحملة ليصبح التقدم نحو الأراضي المصرية وتدمير أي قوة تعترض سير الجيش الإيطالي في مصر. بسبب مقاومة الجيش البريطاني لم تتجاوز الحملة مدينة سيدي براني.
تقدم الجيش الإيطالي العاشر مسافة 65 ميل (105 كيلومتر) داخل الحدود المصرية لكنه لم يشتبك إلا مع طلائع القوات البريطانية التابعة لمجموعة الدعم السابعة (الفرقة السابعة مدرعات)، فلم يشتبك مع القوة الرئيسية الموجودة في مرسى مطروح. في 16 سبتمبر 1940، بدأ الجيش العاشر في التمركز حول ميناء سيدي براني في انتظار المهندسين لبناء معسكرات محصنة وتشييد فيا ديلا فيتوريا على طول الساحل الليبي امتدادا للشريط الليبي عبر بالبيا.
بدأ الإيطاليون بتجميع الإمدادات والتحرك للسيطرة على مدينة مرسى مطروح، على بعد حوالي 80 ميل (130 كم) شرقا. حيث توجد الفرقة السابعة مدرعات والفرقة الهندية الرابعة.
في 8 ديسمبر، قبل أن يصبح الجيش العاشر مستعدا لاستئناف مسيرته إلى مرسى مطروح، باغتهم البريطانيون بعملية البوصلة. استمرت العملية خمس أيام على خط المخيمات الإيطالية المحصنة خارج سيدي براني، قبل أن يعلن الجيش البريطاني نجاح العملية وتدمير أغلب المخيمات والحصون وإجبار القوات القليلة الباقية على الانسحاب. طارد البريطانيون فلول الجيش العاشر في السلوم، البردية، طبرق، درنة، المخيلي، بيدا فوم والعقيلة على خليج سرت. فقد البريطانيون 1,900 جندي خلال العملية بينما أسروا 133,298 جندي إيطالي وليبي، 420 دبابة وأكثر من 845 مدفعا والعديد من الطائرات.

## نظرة عامة

### ليبيا

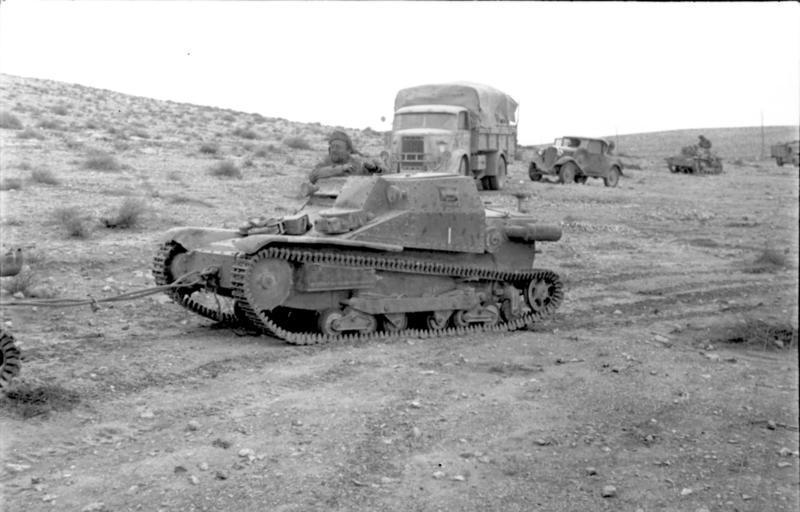
التانكت الإيطالية كارو فيلوتشي 33

كانت برقة، المقاطعة الشرقية من ليبيا مستعمرة إيطالية منذ الحرب العثمانية الإيطالية (1911-1912). مع تونس، جزء من شمال أفريقيا الفرنسية في الغرب ومصر في الشرق استعد الإيطاليون للدفاع عن كلا الحدود، من خلال المقر الأعلى في شمال إفريقيا، تحت قيادة الحاكم العام لليبيا الإيطالية، مارشال القوات الجوية، إيتالو بالبو. كان المقر الأعلى للجيش الخامس (تحت قيادة الجنرال إيتالو غاريبولدي) في الغرب والجيش العاشر (تحت قيادة الجنرال ماريو بيرتي) في الشرق، الذي كان يضم في تسع دوائر ما يقرب من 13,000 جندي، ثلاثة ميليشيا المتطوعين للأمن القومي واثنين من المقاطعات الاستعمارية الليبية الإيطالية في كل منها 8000 رجل. تم استدعاء قوات الاحتياط في عام 1939، جنبا إلى جنب مع المجندين الجدد.
في عام 1936، تم تعيين الجنرال ألبرتو بارياني رئيسًا لأركان الجيش الإيطالي ليبدأ سريعا في إعادة تنظيم الفرق العسكرية واعدادها تمهيدا لحروب القرار السريع. مؤمنا أن السرعة والحركة والتكنولوجيا الجديدة ستحدث ثورة في العمليات العسكرية. ففي عام 1937، بدأ تغيير التنظيم الداخلي لفرق المشاة المؤلفة من ثلاثة أفواج (فرق ثلاثية) جاعلا اياها فرقا مؤلفة من فوجين (فرق ثنائية) كجزء من خطة مدتها عشر سنوات لإعادة تنظيم الجيش العامل ليتألف من 24 فرقة ثنائية و24 فرقة ثلاثية و12 فرقة جبلية، و3 فرق آلية و3 فرق مدرعة. لم تحقق نظريته الهدف المرغوب، فكان من الجلي أن هذا التغيير قد أدى إلى زيادة النفقات الإدارية العامة للجيش بدون زيادة مقابلة وواضحة في الفاعلية حيث كانت التكنولوجيا الجديدة المتمثلة في الدبابات، السيارات، الاتصالات اللاسلكية بطيئة في الوصول وكانت أدنى من تلك التي مع الأعداء المحتملين. كما سبب التخفيف من درجة الضباط للعثور على المزيد من موظفي الوحدة أسوأ النتائج بسبب تسييس الجيش.
كانت معنويات الجيش الإيطالي عالية بعد اكتسابه خبره جديدة في العمليات العسكرية. في ظل الحكم الفاشي، ازدهرت البحرية الإيطالية ازدهارا كبيرا، فمع اهتمام الحكومة في شراء سفن سريعه وذات تسليح جيد وأسطول كبير من الغواصات إلا أنها افتقرت دائما للخبره والتدريب. أما بالنسبة للقوات الجوية، فبرغم استعدادها التام لخوض حرب في عام 1936، إلا أن الإيطاليون فضلوا عدم استخدامها لتبقى سليمة في العمليات الأكثر أهمية. تمركز الجيش الخامس بأقسامه الثمانية في تريبوليتانيا، في النصف الغربي من ليبيا عند الحدود التونسية، بينما تمركز الجيش العاشر بست فرق في برقة في الشرق. عند إعلان الحرب، نشر الجيش العاشر الفرقة الليبية الأولى سيبيلي على الحدود من الجغبوب إلى سيدي عمر والفوج الحادي والعشرين من سيدي عمر إلى الساحل، البردية وطبرق. بينما انتقل الفيلق الثاني والعشرون إلى جنوب غرب طبرق، ليكون بمثابة قوة هجومية مضادة.
قبل إعلان الحرب، عبر بابلو عن شكوكه لموسوليني قائلا:
طالب قادة الفصائل بالمزيد من المعدات بما في ذلك 1000 شاحنة، 100 ناقلة مياة، دبابات، أسلحة مضادة للدبابات، أسلحة مضادة للطائرات. لم تكن ميزانية الجيش يكفي لإنتاج هذه الأسلحة أو نقل جيش مجهز من مكان أخر.
وعد مارشال إيطاليا بييترو بادوليو، رئيس الأركان في روما آنذاك بابلو الذي كان يجهز لغزو مصر في 15 يوليو قائلا:
«عندما يكون لديك 70 دبابة متوسطة، سوف تهيمن على الوضع».
بعد مقتل بالبو، استبدله بينيتو موسوليني بالمارشال رودولفو غراتسياني، وأمره بمهاجمة مصر بحلول 8 أغسطس. الأمر الذي استنكره غراتسياني موضحا أن الجيش العاشر غير مجهز بشكل صحيح وأنه الهجوم مصيره الفشل، ليرد عليه موسوليني بأن يهجم بأي حال.

### مصر

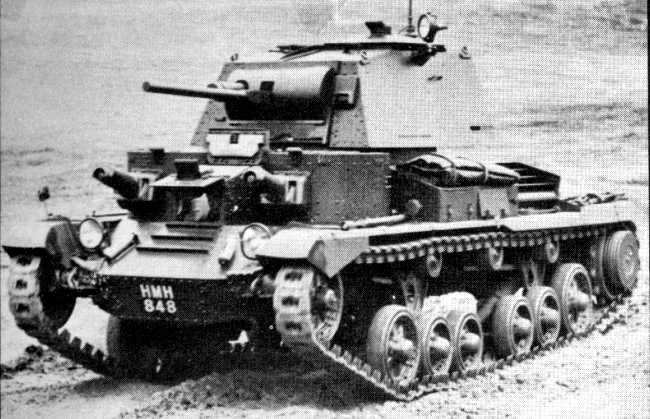
كروزر تانك ام كيه 1 (A9)

احتلت القوات البريطانية مصر منذ عام 1882 ووضعت بها قواتها منذ ذلك الحين، لكن تم تخفيض العدد بشكل كبير بعد المعاهدة البريطانية المصرية لعام 1936 مع بقاء كلا من القوات البريطانية والكومنولث اللازمة لتأمين مجرى قناة السويس الملاحي وطريق البحر الأحمر لما لهما من أهمية حيوية للاتصالات البريطانية مع أقاليم الشرق الأقصى والمحيط الهندي. في منتصف عام 1939، تم تعيين الجنرال أرشيبالد ويفل في منصب قائد القوات في مسرح عمليات المتوسط والشرق الأوسط في الحرب العالمية الثانية.
في ليبيا، كان للجيش الملكي ما يقرب من 215,000 جندي بينما في مصر كان لدى البريطانيين حوالي 36,000 جندي غير 27,500 يتدربوا في فلسطين. شملت القوات البريطانية كتيبة الهاتف المحمول -الإشارة- (مصر) (اللواء بيرسي هوبارت)، إحدى تشكيلتي تدريب مدرعتين بريطانيتين، أعيد تسميتها في منتصف عام 1939 إلى الفرقة المدرعة (مصر) (في 16 فبراير 1940، وأصبحت الفرقة المدرعة السابعة). في يونيو 1940، ظهرت بساله الجيش المصري في الدفاع عن الحدود المصرية الليبية ضد الهجمات الإيطالية. تسلم الجنرال ريتشارد أوكونور قائد الفرقة السادسة مشاة راية القيادة في الصحراء الغربية، بأوامر لصد الهجمات والهيمنة على المناطق الحدوديه، ساندته في ذلك الفرقة السابعة مدرعات، التي تمركزت في مرسى مطروح وأرسلت مجموعات دعم كقوة تغطية.
نقل سلاح الجو الملكي البريطاني معظم قاذفات القنابل إلى الحدود وأعلن حالة التأهب في جزيرة مالطا لتهديد طرق الإمدادات الإيطالية إلى ليبيا. في 17 يونيو، أعيد تسمية المقر الرئيسي لفرقة المشاة السادسة المفتقر إلى وحدات مدربة تدريبا كاملا إلى «قوات الصحراء الغربية». في تونس، كان لدى الفرنسيين ثمانية كتائب لم تكن قادرة بالقيام إلا بعمليات محدودة فقط. أما في سوريا فلم يكن هناك غير ثلاث فرق سيئة التدريبات مع حوالي 40,000 جندي وحارس للحدود لصد الثورات ضد السكان المدنيين الرافضين للاحتلال. وبذلك يظهر تفوق عدد القوات الجوية والبرية الإيطالية في ليبيا عن عدد البريطانيين في مصر بشكل كبير لكن بمعدات أقدم وأقل. مع وجود 130,000 جندي إيطالي وأفريقي، 400 بندقية، 200 دبابة خفيفة و 20,000 شاحنة في شرق أفريقيا الإيطالية أعلنت إيطاليا الحرب في 11 يونيو 1940.

### التضاريس
وقعت الحرب بشكل أساسي في الصحراء الغربية، على بعد 390 كيلومترا (240 ميل) من مرسى مطروح في مصر بالقرب من مدينة غزالة على الطريق الساحلي الليبي، على طول طريق بالبيا، الطريق الممهد الوحيد. كان بحر الرمال على بعد 150 ميل (240 كم) يميز الحد الجنوبي من الصحراء حتى واحة سيوة والجغبوب. تم تسجيل العديد من حالات التسمم من لدغات العقارب والثعابين للجنود الإيطاليين أثناء الترحال وإنشاء المعسكرات، غير انتقال الأمراض من الذباب.
لم يسكن تلك المناطق غير مجموعة صغيره من البدو الرحل، الذين ساعدوهم في تتبع آبار المياة وإيجاد الطرق الأسرع والأسهل. استخدم البدو في الملاحة الشمس، النجوم، البوصلة وحس الصحراء (حس مكتسب نتيجة خبرة العيش في الصحراء). عندما اقتربت القوات الإيطالية من مصر في سبتمبر 1940، ضاعت مجموعة ماليتي في الصحراء بعد مغادرتهم مدينة سيدي عمر وتطلب الأمر طائرة للعثور عليهم.
في فصلي الربيع والصيف، يكون النهار في الصحراء شديد الحرارة والليل قارس البرودة. مع هبوب رياح شهيلي، رياح صحراوية ساخنة، تظهر سحب الرمال والغيوم وتتعذر الرؤية لبضعه ياردات ولها تأثير ضار على الأعين، الرئة، الأطعمة والمياه، على المعدات والآلات حيث تحتاج السيارات والطائرات لمرشحات خاصة من الزيت والهواء.

## المقدمة

### الجيش العاشر
كانت التقسيمات العشرة للجيش العاشر تحت بيرتي في الفيلق العشرين، الحادي والعشرين، الثاني والعشرين، الثالث والعشرين والفيلق الليبي. كانت أقسام الجيش العاشر إما وحدات المشاة الثنائية الإيطالية (أصحاب الملابس السوداء) أو القوات الليبية التابعة للاستعمار الإيطالي. تم استخدام كلا من الفيلق الليبي، الفيلق الحادي والعشرين والفيلق الثالث والعشرين في عملية غزو مصر. تكون الفيلق الليبي من فرقتين من المشاة ومجموعة ماليتي، وحدة مخصصة مكونة من ست كتائب آليه في ليبيا بقيادة الجنرال بيترو ماليتي. احتوت المجموعة تقريبا على جميع الدبابات المتوسطة فيات إم11\39.
قاد ماليتي الهجوم مع الجيش بينما ظل غراتسياني في مقر القيادة في طبرق.
فضل بيرتي التقدم بفرقة مشاة الفيلق الحادي والعشرين على طول الطريق الساحلي الليبي لأن الفيلق لا يمتلك إلا خبرة طفيفة في الطرق الصحراوية. لينضم إليهم من الجنوب الفرق الليبية الأكثر خبره ودراية بظروف البيئة المحيطة ومجموعة مالتي الآلية، وأن يأتي الدعم الجوي من فرقة 5° Squadra التي بها 300 طائرة من مختلف الأنواع. ليكون تحت أمره القائد الآن أربع أجنحة مدافع. جناح مقاتل، ثلاث مجموعات مقاتلة، جماعتي استطلاع، سربين من طائرات الاستطلاع الاستعمارية مع قاذفات سافوا مارشيتي SM.79، طائرة بريدا با-65 للهجوم الأرضي، مقاتلات فيات CR.42، طائرات استطلاع من الأنواع التالية IMAM Ro.37،Caproni Ca.309و Caproni Ca.310bis. أما فرقة5° Squadra فهي لدعم الجيش لكن كوحدة قائمة بذاتها. توقع بيرتي القليل من الدعم من الأسطول الملكي الإيطالي، لانه خسر منذ إعلان إيطاليا الحرب عشرة غواصات، لكن الأسطول كان أكثر أهمية من أن يخاطر به غير أنه كان يعاني من نقص الوقود.

### الخطط الايطالية

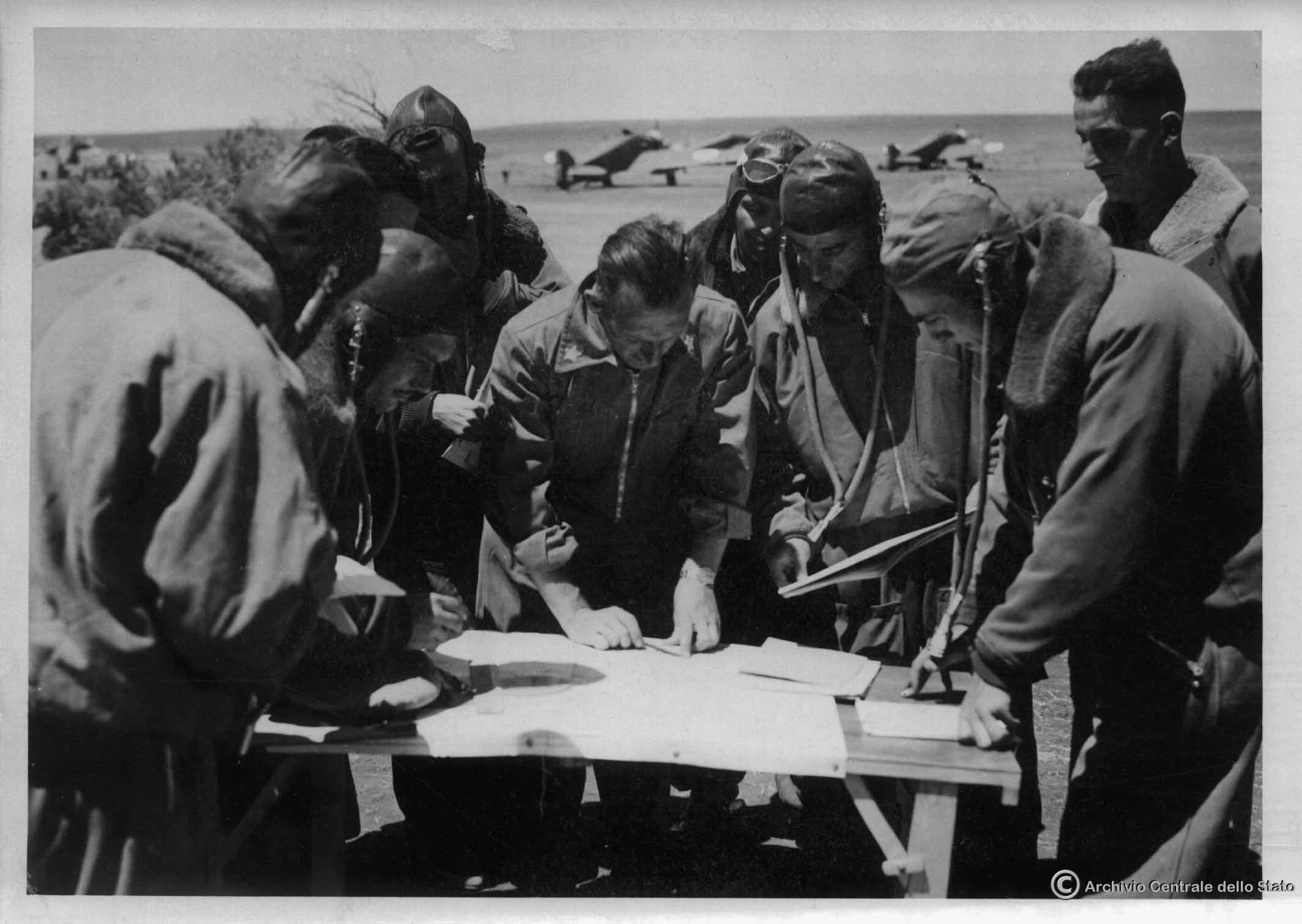
الطياريون الإيطاليون يدرسون خريطة مصر (سبتمبر 1940).

تم وضع تاريخ البدء في التحرك ثلاث مرات، وفي كل مرة كان يلغى التاريخ وتؤجل العملية لسبب مختلف. توافق التاريخ الأول مع إعلان ألمانيا تحركها لاحتلال إنجلترا في 15 يوليو 1940. طلب بالبو جميع الشاحنات من الجيش الخامس ودبابات فيات إم11\39 متوسطة الحجم التي تم تسليمها مسبقا لتعزيز الجيش العاشر في عبوره السلك الحدودي واحتلال السلوم بمجرد إعلان الحرب. على الرغم من أن هذه الخطة كانت تستند إلى تقدير واقعي لما يمكن أن تحققه الجيوش الإيطالية في ليبيا، إلا أنها سقطت عندما تم إلغاء غزو إنجلترا. في حين كانت الخطة الثانية في 22 أغسطس تهدف إلى تقدم القوات داخل واحتلال جزءا من السلوم في الشرق وبناء المعسكرات بها ثم التقدم إلى الأمام مرة أخرى إلى سيدي براني. بالرغم من دقة هذه الخطة إلا أن عامل الجو وحرارة الجو في أغسطس كانت ستؤثر على الجنود في التنقل ومن ثم تم تأجيل التحرك للمرة الثانية.
أما الخطة الثالثة فكانت الغزو في 9 سبتمبر واستهداف سيدي براني. عرض غراتسياني الخطة وناقشها مع قادته قبل 6 أيام من إعطاء موسوليني أمرا بالغزو. نصت الخطة على تقدم فرق المشاة على طول الساحل الليبي والهجوم من خلال ممر حلفايا بغرض احتلال السلوم وتمهيد الطريق لاحتلال سيدي براني. تزامنا مع تقدم الفيلق الليبي الجنوبي مع مجموعة ماليتي إلى دار الحمرة ومن ثم إلى بئر الرابية ومسار بير إنبا لمحاصرة القوات البريطانية على الجرف. ذهبت مجموعة ماليتي جنوبا وشرقا في الصحراء، لكن الجنود الإيطاليين فشلوا في توفير الخرائط ومعدات الملاحة اللازمة فتاهت في الصحراء ولم تستطع إما التقدم نحو المعسكر التالي أو العودة إلى مقر القيادة مرة أخرى. توجب على مقر قيادة الفرقة الثالثة والعشرين إرسال طائرات استطلاع للبحث عنهم. أما الفصائل الليبية فقد وصلت متأخرة عن الميعاد المتوقع لهم والمتفق عليه. مع غياب الشاحنات وطائرات النقل والمقاتلة ظهر الشك في دقة العملية مما أدى إلى تغييرها مرة أخرى.
حددت الخطة الرابعة الثالث عشر من سبتمبر (13 سبتمبر) لانطلاق الجيش لاحتلال سيدي براني والمنطقة الجنوبية بالاعتماد على الجيش العاشر بفصائله الخمس والدبابات في تأمين الطريق الساحلي الليبي والسيطرة على السلوم ومنها إلى سيدي براني. بمجرد وصول الجيش العاشر إلى السلوم اشتبك مع دفاعات الجيش البريطاني والمصري فكان عليه أن يعيد تنظيم الجيش وأن ينتظر الإمدادات.

### حملة الصحراء الغربية

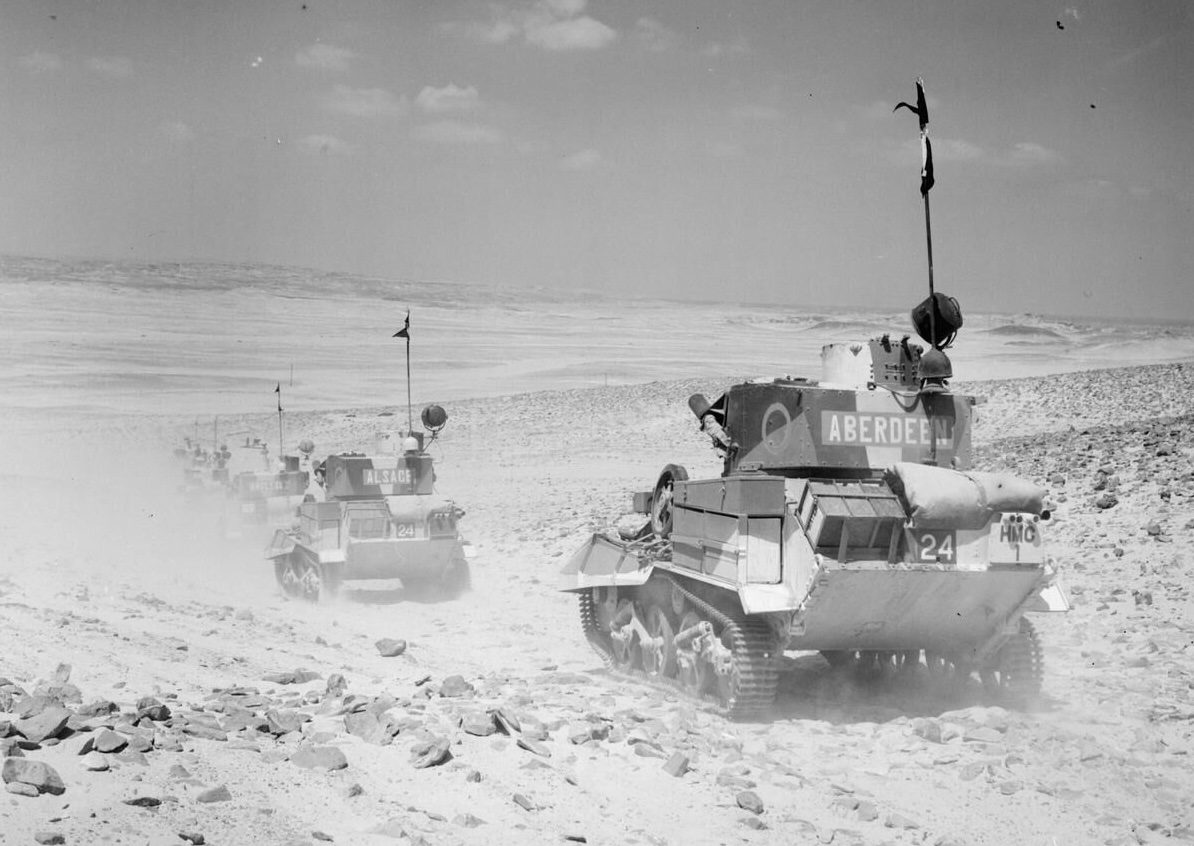
الدبابات البريطانية الخفيفة MK VIB للفرقة المدرعة السابعة في دورية في الصحراء، 2 أغسطس 1940.

هي وحدة عسكرية بريطانية أيام الحرب العالمية الثانية مرابطة على الحدود المصرية الليبية تم تشكيلها في يونيو 1940 من فرقة المشاة السادسة البريطانية تحت قيادة القائد البريطاني ريتشارد أوكونور بهدف التصدي للغزو الإيطالي المرتقب على مصر، تابعه لقيادة القوات البريطانية في الشرق الأوسط.
كانت لدى الفرقة النيوزيلندية الثانية (تحت قيادة الجنرال برنارد فريبيرغ) لواء مشاة، كتيبة مدافع رشاشة، كتيبة مدافع ميدانية. أما لواء المشاة الرابع الهندي (تحت قيادة جنرال نويل بيريسفورد - بيرس) فتكون من كتيبتين من المشاة.
امتلكت قوات أرشيبالد ويفل ما يقرب من 36,000 جندي في مصر، بما في ذلك وحدات الدعم والإدارة. لكن جميع التشكيلات كانت غير كاملة التعداد ناقصة بلا مدافع كافية. كان الغرض من قوات الوافيل في مصر هو الدفاع عن مصر بشكل عام وعن قناة السويس بشكل خاص ضد ما يقدر تقريبا بنحو 250,000 جندي إيطالي متمركزين في ليبيا و 250,000 آخرين في شرق أفريقيا الإيطالية.
تكونت مجموعة الدعم من ثلاث كتائب مشاة مزودة بمحركات، مدفعية، مهندسين لمضايقة الإيطاليين وحماية مدينة مرسى مطروح. في مطروح، كانت كتيبة المشاة تنتظر الهجوم الإيطالي، بينما كان الجزء الأكبر من الفرقة السابعة مدرعات على أهبة الاستعداد للهجوم المضاد من الجرف على الجانب الصحراوي.
في نهاية مايو 1940، بلغ عدد طائرات سلاح الجو الملكي في الشرق الأوسط 205 طائرة، 96 قاذفة قنابل من طراز بريستول بلينهايم وبريستول بومباي، 75 طائرة مقاتلة من طراز غلوستر غلاديتور و 34 من نوع آخر. في يوليو، وصلت أربعة من مقاتلات هوكر هوريكان، لكن واحدة منهم فقط من إنضمت لقوات الصحراء الغربية. بحلول نهاية يوليو، تمكن أسطول البحر المتوسط من السيطرة على شرق البحر وقصف المواقع الساحلية الإيطالية وقطع إمدادات النقل على طول الساحل لمطروح وما بعدها.
بعد أن أسر أوكونور في أبريل 1941 على يد القوات الألمانية تولى القائد البريطاني نويل بيريس فورد بيرس القيادة.

### مناوشات على الحدود

ضباط الكتيبة 11 أثناء قيامهم بدوريات على الحدود الليبية، في 26 يوليو 1940.

نجحت الدوريات البريطانية في غلق السلك الحدودي في 11 يونيو وضع الكمائن وتشييد المعسكرات على طول الطريق الساحلي الليبي. في 17 يونيو، انطلق الجنرال أوكونر بالفرقة البريطانية السادسة مشاة لمضايقة الإيطاليين في برقة، الذين وصل عددهم في ذلك الوقت إلى ما يقرب من 10,000 جندي، غير الطائرات، الدبابات والمدافع.
لم تكن بعض القوات الإيطالية على علم بأن الحرب قد تم الإعلان عنها وتم إلقاء القبض على سبعين على الطريق إلى سيدي عمر. في غضون أسبوع من إعلان الحرب، استولى الفرسان الحادي عشر (الأمير ألبرت الخاص) على حصن كابوتزو واستطاعوا أسر قائد الجيش العاشر سلاح المهندسين، الجنرال لاستوتشي. سريعا ما وصلت التعزيزات الإيطالية إلى الحدود وبدأت في إجراء دوريات استطلاع لتنجح في نهاية المطاف في استرجاع حصن كابوتزو.

## العملية إي

### 10-9 سبتمبر
قاد الفيلق الثالث والعشرون (جنرال أنابل بيرجونزلي) هجوم الجيش العاشر على مصر لاحتلال سيدي براني. لم يحتوي الجيش على أي مركبات أو تشكيلات بمحركات معتمدين في ذلك على رجوح كفة ميزان التكتلات العددية لهم. وفر الفيلق شاحنات لثلاث فصائل من المشاة الآلية ولكنه لم يتمكن من تجهيز إلا فصيلة واحدة تجيهزا كاملا. أراد بيرجونسولي أن تكون فصيلة راغوربامينتو كاري في الخطوط الأمامية، مع البقاء على فصيلتين من المشاة الآلية وفصيلة مركبات في خط واحد في الخطوط الخلفية كقوة احتياطية. التحق بالفيلق فيما بعد فصيلتين من المشاة الليبيين مع مجموعة ماليتي سيرا على الأقدام لعدم وجود مركبات كافية لنقلهم.
فضل الجنرال بيرجونزلي البقاء على كتيبة راغوربامينتو كارى الأول كقوة احتياطية، باستثناء فصيلة الدبابات الخفيفة LXII الملحقة بكتيبة 63 مرماريكا وفصيلة دبابات خفيفة LXIII الملحقة بفصيلة 62 سيرين. كما فضل الإبقاء على كتيبة راجغروبامنتو الثانية في بارديا باستثناء فصيلة الدبابات الخفيفة IX الملحقة بفرقة بسكاتوري الثانية الليبية. انضمت كتيبة الدبابات المتوسطة الثانية إلى مجموعة ماليتي، التي كانت تمتلك ثلاث كتائب مشاة بحرية مجهزة بالكامل.
في 9 ديسمبر، ازداد نشاط كتيبة ريجيا إيرونوتيكا وقاذفات القنابل التابعة لسرب 55، سرب 113 وسرب 211 التابعين لسلاح الجو الملكي البريطاني في الهجوم على المطارات، وسائل النقل، طرق الإمداد والإغارة على طبرق بواسطة 21 طائرة فقط. في وقت لاحق من نفس اليوم، استطاع 27 طيار إيطالي الإغارة على بوق بوق، ليضطر سلاح الجو الملكي البريطاني إلى اطلاق طلعات جوية إضافية لصد الهجوم وتدمير المطارات الإيطالية. في الوقت نفسه الذي اكتشفت في طائرات الاستطلاعات الجوية عن تحركات برية كبيرة في كلا من مدينة بارديا، سيدي عزيز وجبر صالح نحو سيدي عمر من الغرب، التي فسرتها القيادة البريطانية على أنه بداية الغزو الإيطالي لمصر.
أظهر التحرك الأمامي للجيش العاشر ضعف فرقة الملاحة لدية وخصوصا بعد فضيحه ضياع مجموعة ماليتي أثناء توجهها إلى سيدي عمر. في العاشر من سبتمبر، رصدت السيارات المدرعة للفرسان الإحدى عشر مجموعة ماليتي لكن عواصف أتربة حمت مجموعة ماليتي. بعد اختفاء العواصف، تحول الصياد إلى فريسة حيث تمت مهاجمة فرقة الفرسان الإحدى عشر من قبل الطائرات، الدبابات والمدفعية الإيطالية.

### 14-13 سبتمبر

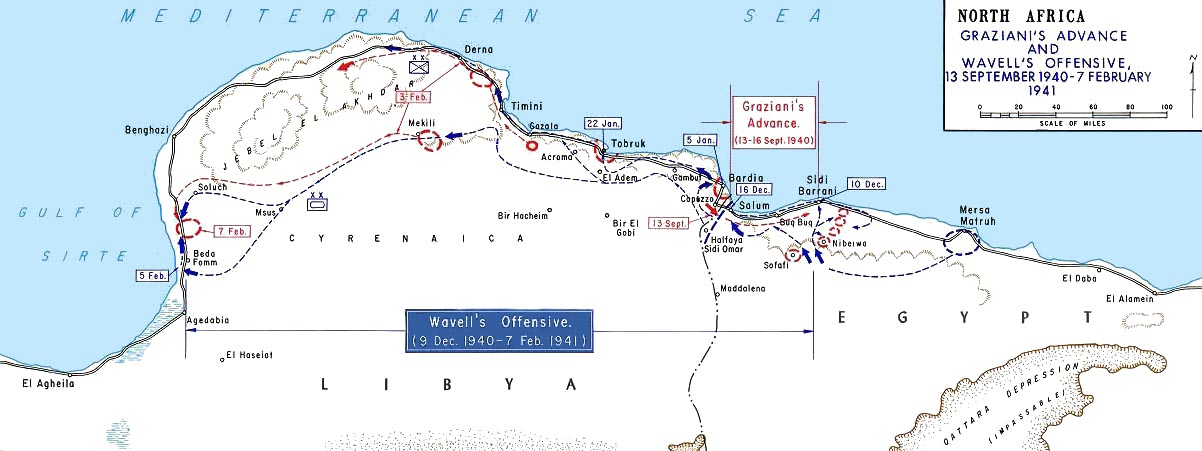
الغزو الإيطالي لمصر عام 1940

في 13 ديسمبر، استطاعت الفصيلة الأولى ذوو الملابس السوداء التابعة للكتيبة الثالثة والعشرين مارزيو استعادة حصن فورت كابيزو وقصف مدينة امساعد، الموجودة بالقرب من الحدود المصرية. كما بدأت المدفعية بإرسال وابل من النيران على مطار السلوم والثكنات العسكرية (التي كانت فارغة آنذاك) والتي أثارت سحابة من الغبار والأتربة يصعب من خلالها الرؤية. بعد إزالة حاجز الرؤية البصري، بدأت القوات الإيطالية بالتحرك ضد القسم الثالث لكتيبة القوات البريطانية كولدستريم المكون آنذاك من كتيبة مدفعية، كتيبة مشاة وفصيلة المدافع الرشاشة.
قسم الجيش الإيطالي نفسه إلى فرقتين، في المقدمة فرقة المركبات، الدبابات، الدراجات النارية والمدفعية بينما تزيلت فرقة سيبيلي الأولى الليبية الجيش التي سرعان ما انفصلت عن الجيش واحتلت مدينة السلوم والميناء مؤمنة بذلك طريق للإمدادات في حالة تقدم الجيش وطريقا للانسحاب في حالة الهزيمة.
لم تستطع كتيبة كولدستريم الإيطالية الصمود طويلا أما الزحف الإيطالي لتنسحب في ظهيرة اليوم تزامنا مع وصول المزيد من المدافع والدبابات الإيطالية. بحلول المساء، تجمعت العديد الوحدات الإيطالية مرة أخرى فتقابل كل من الفرقة الليبية الثانية بيسكاتوري مع فرقة المشاة سيرين الثالثة والستين ومجموعة ماليتي القادمة مدينة امساعد وكتيبة المشاة 62 مرماريكا القادمة من سيدي عمر. في صباح اليوم التالي، بدأت الوحدات الإيطالية بالنزول من على الجرف لتنضم مع الجيش الإيطالي القادم من السلوم بعد احتلالها. اشتبكت الوحدات مع سرب هوسار الحادى عشر، كتيبة مشاة وفوج من دبابات الرايفل الملكية أثناء نزولهم من على الجرف. في الظهيرة إنسحبت القوات البريطانية إلى بوق بوق لإعادة تشكيل الجيش حيث انضمت لها كتيبة مشاة بحرية تابعة للقوات الفرنسية. استمر تراجع القوات البريطانية من مدينة إلى أخرى في محاولة منهم لتفادي أكبر قدر من الخسائر، ففي يوم 15 سبتمبر انسحبوا إلى مدينة علم حامد ولم يمكثوا فيها أكثر من يوم واحد حيث انسحبوا إلى مدينة علم الدب.

### 16 سبتمبر
في علم الدب بالقرب من سيدي براني، تقدمت حوالي خمسين دبابة إيطالية، كتيبة مشاة آلية، فصيلة مدفعية إلى الأمام، مما أجبر القوات البريطانية إلى الانسحاب مرة أخرى.
توقع البريطانيون أن يتوقف الزحف الإيطالي عند سيدي براني وسوفافي وبدأوا بمراقبة الموقف مع فرقة الفرسان الحادية عشرة بعد انسحاب مجموعة الدعم للراحة مع استعداد الفرقة السابعة مدرعات لمواجهة الإيطاليين في حالة التقدم إلى مطروح. أذاع الراديو الإيطالي إلى أن التقدم سيستمر إلى ما بعد سيدي براني لكن سرعان ما ظهرت خطتهم عند تحركهم جنوبا وجنوب غرب لاحتلال ماكيتا، تامار الشرقية، تامار الغربية، بوق بوق، سيدي عمر وممر هالفيا.

## النتائج

### التحليل

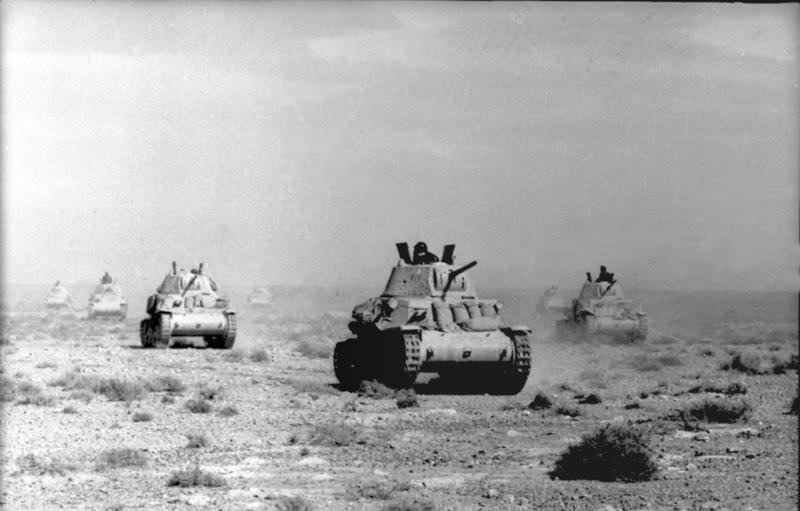
دبابات فيات إم13\40 الجديدة، أكتوبر 1940

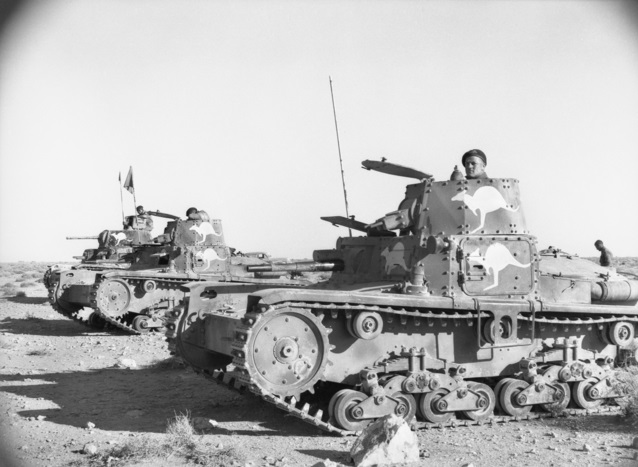
فيات إم11\39

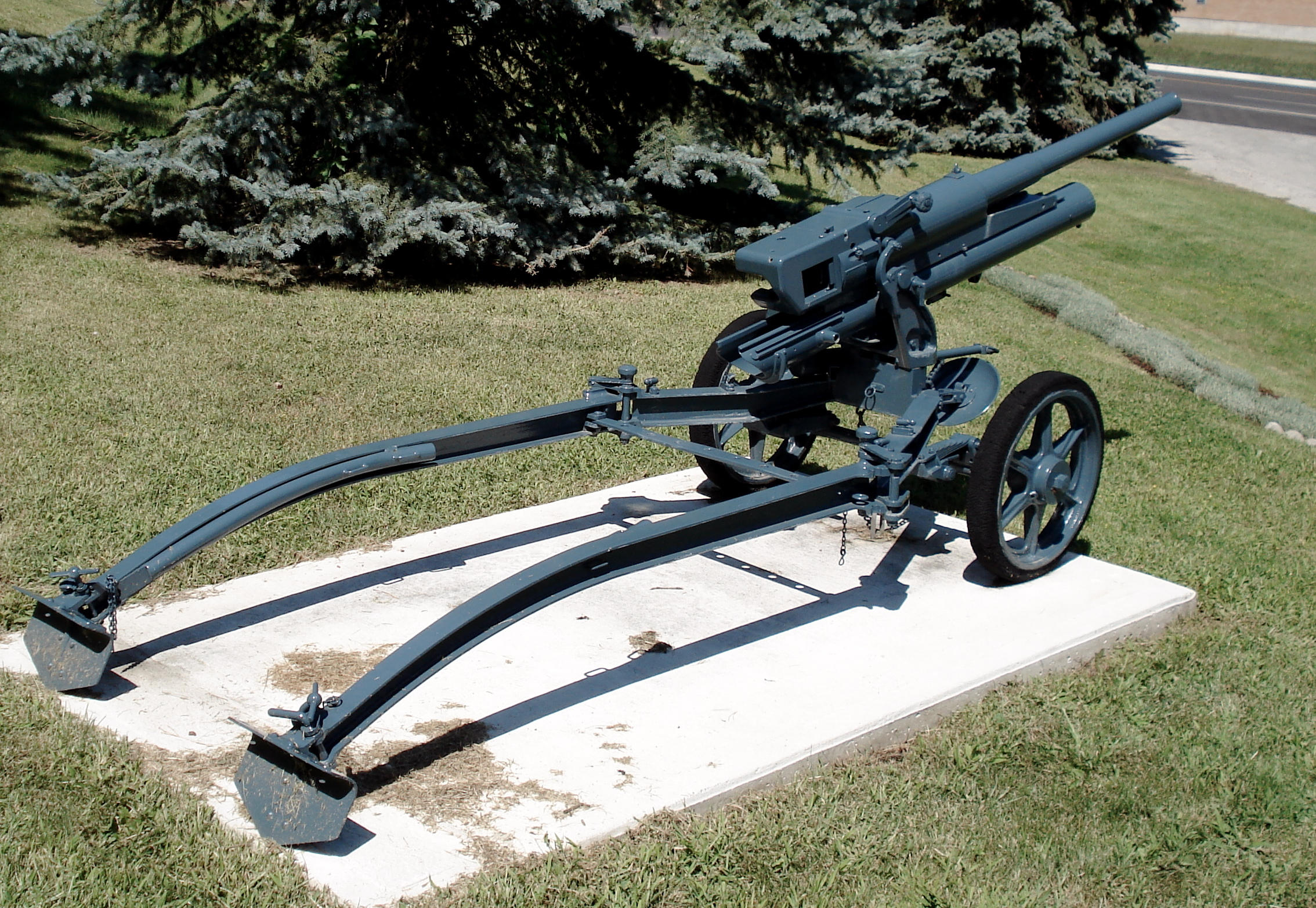
مدفع دبابة فيات إم11\39 طراز إم 35، 47/32 بمساحة فوهة 47 ملم

تقدم الجيش العاشر حوالي 12 ميل (19 كم) في اليوم، لتمكين الوحدات غير الآلية من مواكبة المسير إلى سيدي براني واقامة المعسكرات والثكنات. لم تعاني أيا من الوحدات المدرعة من أي خسائر كبيرة، الأمر ذاته بالنسبة لكتائب المشاة بسبب حراسة الفيلق الثالث والعشرين لها. بينما خسر الجيش العاشر أقل من 550 جندي.
استطاعت طلائع الجيش الإيطالي الوصول إلى سيدي براني بخسائر متواضعة لكنها أيضا فشلت في إلحاق أضرار كبيرة بالجيش البريطاني.
في الحادي والعشرين من سبتمبر، كانت هناك ثمان وستون دبابة من طراز فيات إم11\39 بقيت من إثنين وسبعون دبابة تم إرسالهم إلى ليبيا. كانت لدى كتيبة الدبابات المتوسطة الأولى تسعة صهاريج صالحة للخدمة وثلاثة وعشرين دبابة غير صالحة للخدمة. بينما احتوت كتيبة الدبابات المتوسطة الثانية ثمانية وعشرون دبابة صالحة وثمان دبابات غير صالحة للخدمة. توقع الجميع زيادة قوة الدبابات المتوسطة بعد وصول فيات إم13\40 والتي لها مدفع قوي من طراز إم 35، 47/32 بمساحة فوهة 47 ملم.
بينما وصلت كتيبة الدبابات متوسطة الثانية التي تضم 37 دبابة من طراز إم 13/40 إلى ليبيا في أوائل شهر أكتوبر، تبعتها كتيبة الدبابات متوسطة الحجم التي تضم 46 دبابة من طراز إم 13/40 في الثاني عشر من ديسمبر.
في منتصف نوفمبر، كان لدى الإيطاليين 417 دبابة متوسطة وخفيفة في ليبيا ومصر.
كتب أرشيبالد ويفل:
سريعا ما بدأت أعمال صيانه وترميم الطريق الساحلي، التي لم يكن يتوقع لها أن تنتهي قبل منتصف ديسمبر. وهو الطريق اللازم لاستئناف التقدم إلى مطروح.
كتب موسوليني في 26 أكتوبر:
بعد مرور يومين، في 28 أكتوبر، غزا الإيطاليون اليونان لتبدأ الحرب اليونانية الإيطالية. سمح ذلك لغراتسياني بمواصلة التخطيط بشرط دخول مطروح قبل منتصف ديسمبر.

### الخسائر
في الفترة ما بين 9-16 سبتمبر، وصلت خسائر الجيش العاشر إلى ما يقرب من 120 قتيل و 410 جريح، تعطل العديد من الدبابات والشاحنات، فقدان 6 طائرات غير حادثتين.

### العمليات اللاحقة
في 17 سبتمبر، بدأ أسطول البحر المتوسط في مضايقة الأساطيل والمؤاني الإيطالية وتم تدمير ميناء بنغازي بعد ذلك بوقت قصير. تم تدمير مدمرة وسفينتان تجاريتان بواسطة الطوربيدات، تزامنا مع الهجوم على منجم بالقرب من ميناء بنغازي. كما نجحت القوات الملكية الجوية من تدمير ثلاث طائرات وهي ما زالت على الأرض في بنينا. لم يقتصر دور الأسطول البحري في السيطرة على البحر المتوسط والمؤاني فقط، بل تم قصف طريق على الجرف بالقرب من مدينة السلوم من قبل زورق بحري غير استهداف العديد من الأهداف بالقرب من مدينة سيدي براني من قبل مدمرتين.
تحدث الأسرى الإيطاليين عن مدى الدمار، الأضرار والخسائر وفقدان الروح المعنوية التي عاشوها بعد تدخل أسطول البحر المتوسط. حاولت إحدى المدمرات الهجوم على مدينة بارديا لكنها قوبلت بطوربيدات إيطالية ضربت مؤخرة السفينة وأوقفتها عن العمل. حاولت القوات البريطانية الأرضية الاستفادة من خسائر الإيطاليين وأرسلت المدرعات للسيطرة على المدن المدمرة وإخراجهم منها.

### عملية البوصلة
في 8 ديسمبر، أعلن البريطانيون البدء في تنفيذ عملية البوصلة، غارة استمرت لمدة خمسة أيام ضد المعسكرات الإيطالية المحصنة المقامة على الخط الدفاعي خارج سيدي براني. لعل غياب الجنرال بيرتي بسبب مرضة وتولي غاريبولدي مكانه مؤقتا تأثير كبير في نجاح الغارة وإجبار الفصائل القليلة التابعة للجيش العاشر في مصر التي لم تدمر على الانسحاب.
بحلول الحادي عشر من ديسمبر، أعاد البريطانيون الهجوم على فلول الجيش العاشر الذي سرعان ما تعرض لهزيمة نكراء. لم ينتهي الأمر عند تلك المرحلة، حيث لاحق البريطانيون الذين نجوا من الجيش الإيطالي في السلوم، البردية، طبرق، درنة، المخيلي، بيدا فوم والعقيلة على خليج سرت.
تراوحت خسائر البريطانيون في تلك العملية ما يقرب من 1900 جندي ما بين قتيل وجريح، ما يقرب من 10% من كتيبة المشاة، في حين تم أسر 133,298 جندي إيطالي وليبي، 420 دبابة وأكثر من 845 بندقية وطائرة.
لم يستطع البريطانيون مواصلة التقدم بعد العقيلة، بسبب ضعف حالة السيارات الموجودة وانتقال أفضل الوحدات المجهزة للحرب اليونانية الإيطالية.

## First Asir Revolt (1819-1824)
الجيش الإيطالي الخامس 10 يونيو 1940، الجيش الإيطالي العاشر 13 سبتمبر وقوات الصحراء الغربية 10 يونيو و9 ديسمبر.
القائد الأعلى للقوات الإيطالية في شمال أفريقيا: الجنرال إيتالو بالبو.
10 يونيو 1940

الجيش الخامس، الحدود الغربية (تونس، تحت قيادة الجنرال إيتالو غاريبولدي).
- الجيش العاشر
  - الفرقة الخامسة والعشرون مشاة، بولونيا.
  - الفرقة الستون مشاة، سبراتا.
- الفيلق العشرون.
  - الفرقة السابعة عشر مشاة، بافيا.
  - الفرقة الحادية والستون، سرت.
  - الفرقة السابعة وعشرون مشاة، بريشيا.
- الفيلق الثالث والعشرون.
  - الفصيلة الأولى، الكتيبة 23 مارزو.
  - الفصيلة الثانية، الكتيبة 28 أوتوبري.
  - الفرقة الليبية الثانية بسكاتور (القوات الاحتياطية للجيش الخامس)

الجيش العاشر، الحدود الشرقية، ليبيا، تحت قيادة الجنرال ماريو بيرتي (الجنرال إيتالو غاريبولدي، في حالة غياب بيرتي)
- الفيلق الحادي والعشرون
  - الفرقة الثالثة والستون مشاة، سيرين.
  - الفرقة الثانية والستون مشاة، مارماريكا.
- الفيلق الثاني والعشرون
  - الفرقة الرابعة والستون مشاة، كاتانزارو.
  - الفصيلة الرابعة، الكتيبة الثالثة جيناوا.
  - الفرقة الليبة الأول سيبيلي (القوات الاحتياطية للجيش العاشر).

الفرقة الخامسة، ريجيا ايرونوتيكا

في 10 يونيو 1940، كانت توجد 363 طيارة إيطالية في شمال أفريقيا، 306 للقتال، 57 للتدريب و 179 طائرة غير صالحة للاستخدام.
- قاذفات القنابل
  - سافويا ماركيتي-SM.79.
  - فيات BR.20.
  - سافويا ماركيتي-SM.81
- المقاتلات
  - فيات CR.32
  - فيات CR.42
  - بريدا با-65
  - كابروني Ca.310
- طائرات إستطلاع
  - إمام أر.أو 41
  - فوكر سي في
  - كانت زد 501
- القائد العام للشرق الأوسط، الجنرال سير أرشيبالد ويفل
  - قائد قوات الصحراء الغربية: الفريق ريتشارد أوكونور
- الفرقة المدرعة السابعة: القائد اللواء م. أومور كريغ
  - اللواء المدرع الرابع بمرسى مطروح
    - الفرقة الملكية الأولى للدبابات
    - الفرقة الملكية السادسة للدبابات
    - اللواء المدرع السابع، سيدي سليمان
    - الكتيبة السابعة فرسان
    - الكتيبة الثامنة فرسان

  - مجموعة الدعم (لواء المشاة الآلية)، سيدي براني.
    - كتيبة السيارات الثانية (لواء رايفل).
    - الكتيبة الثالثة للحرس الملكي.
    - الكتيبة الثالثة للمدفعية.
    - فرقة الفرسان الحادية عشر (تابعة لفريق دعم اللواء السابع مدرعات).

في سيدي براني وعلى الحدود المصرية:
- لواء المشاة بالقاهرة - جاريسون لمرسى مطروح

قوات الكومنولث الأخرى في مصر.
- الفرقة الهندية الرابعة، دلتا النيل
  - لواء المشاة الهندي الخامس
  - لواء المشاة الهندي الحادي عشر
  - قوات الفرقة
- الفرقة الأسترالية السادسة (تشكيل دلتا النيل)
- الفرقة النيوزيلندية الثانية (تشكيل دلتا النيل)

13 سبتمبر 1940 
- القائد الأعلى للقوات الإيطالية في شمال أفريقيا: المارشال رودولفو غراتسياني
- الفيلق الحادي والعشرون (القوات الاحتياطية للجيش العاشر، طبرق)
  - الفرقة الحادية والستون مشاة، سرت.
  - الفصيلة الثانية، الكتيبة الثامنة والعشرون، أتوبري.
  - كتيبة الدبابات الخفيفة إل إكس.
- الفيلق الثاني والعشرون.
  - الكتيبة الرابعة والثمانون مشاة، كاتانزارو.
  - الفصيلة الرابعة بلاكشيرت، الكتيبة الثالثة جيناوا.
- الفيلق الثالث والعشرون: القائد العام أنيبالي بيرغونزولي
  - فصيلة بلاكشيرت الأولى، الكتيبة 23 مارزو (بمحركات لغزو مصر)
  - الفرقة الثانية والستون مشاة، مارماريكا.
  - كتيبة الدبابات الخفيفة إل إكس 3، (دعم الكتيبة 62 مارماريكا).
  - الكتيبة الثالثة والستون مشاة، سيرين.
  - كتيبة الدبابات الخفيفة إل إكس 2، (دعم الكتيبة 63 سيرين).
  - الفرقة الليبية الأولى سيبيل.
  - الفرقة الليبية الأولى بيسكاترو.
  - كتيبة الدبابات الخفيفة التاسعة (L3)

قوات الصحراء الغربية
- القائد الأعلى لقوات الصحراء الغربية في الشرق الأوسط: الجنرال السير أرشيبالد ويفل
  - قائد قوة الصحراء الغربية: الفريق ريتشارد أوكونور
- فيلق القوات
  - الكتيبة السابعة، فوج الدبابة الملكي (ماتيلداس)
  - فصيلة رويال هورس المدفعية الأولى
  - فصيلة رويال هورس المدفعية 104.
  - فوج الميدان 51.
  - فوج الميدان المتوسط السابع.
  - فوج الميدان المتوسط الرابع والستون.
- الفرقة المدرعة السابعة.
  - لواء المدرعات.
  - الفرقة المدرعة الرابعة.
  - فريق الدعم (لواء المشاة)
  - قوات الفرقة
- الفرقة الهندية الرابعة
  - لواء المشاة الهندي الخامس
  - لواء المشاة الهندي الحادي عشر
  - قوات الفرقة
  - لواء المشاة السادس عشر (تابع للفرقة الهندي الرابعة حتى 11 ديسمبر 1940)
- الفرقة الأسترالية السادسة (من منتصف ديسمبر)[75]
  - لواء المشاة الأسترالي السادس عشر
  - لواء المشاة الأسترالي السابع عشر
  - لواء المشاة السادس عشر (ملحق من الفرقة الهندية الرابعة 11 ديسمبر)
  - قوات الشعب
  - قوة سيلبي (مجموعة اللواء للدفاع عن مرسى مطروح)[ج]

## الملاحظات
1. ↑  The Italians considered forming a mechanised force to invade Egypt, followed by garrison troops to maintain the lines of communication. Two divisions and a brigade of Libyan troops could be fully motorised and joined to the tank and motorised artillery, would have created an all-arms force but Graziani rejected the suggestion since the rest of the army would lose its supply transport. The Comando carri della Libia, three or four artillery regiments a motorised infantry division could have been formed according to the new mechanised warfare theory but Graziani favoured strength in numbers.[31]
2. ↑  The 62nd Division Cirene and 63rd Division Marmarica were part-motorised, the 1st Blackshirt Division 23 Marzo was motorised, as were the Maletti Group and the 1st Raggruppamento Carri. The part-motorised infantry divisions would move by shuttling forward and the non-motorized infantry would have to march the 60 ميل (97 كـم) to Sidi Barrani.[47]
3. ↑  The Western Desert Force consisted of about 31,000 soldiers, 120 guns, 275 tanks and sixty armoured cars. The Italian 10th Army in Egypt consisted of 80,000 troops, 250 guns and 125 tanks. The 4th Indian Division was exchanged with the 6th Australian Division for the pursuit after the first part of Operation Compass.[76]

## وصلات خارجية
- «رسالة ارشيبالد وافيل حول العمليات في الشرق الأوسط من أغسطس ، 1939 إلى نوفمبر 1940»
- الجيش الإيطالي في مصر خلال الحرب العالمية الثانية
- معارك بوش- مجلة التايم
- معارك شمال أفريقيا - الموسوعة العربية الميسرة، 1965